# Georges Livet
Ne doit pas être confondu avec Georges Lyvet.
Pour les articles homonymes, voir Livet.
Georges Livet, né le 31 mai 1916 à Héricourt (Haute-Saône) et mort le 23 juillet 2002 à Strasbourg, est un historien et professeur d'histoire à Strasbourg. Spécialiste de l'histoire moderne de l'Alsace, il est doyen de la faculté des lettres (1963-1969).

## Biographie
De père franc-comtois et de mère alsacienne il fréquente l'école normale d'instituteurs de Vesoul puis celle de Dijon avant d'intégrer l'École normale supérieure de Saint-Cloud. Il est agrégé d'histoire, puis il soutient en 1953 une thèse d'État, sous la direction de Gaston Zeller, intitulée « L'Intendance d'Alsace sous Louis XIV, 1648-1715 »,. Maître de conférences à l'Université de Nancy (1953-1955), il devient en 1955 professeur titulaire à la faculté des lettres de Strasbourg puis doyen de 1963 à 1969. Il fut doyen durant les événements de mai 1968. Il prit sa retraite en 1984 et fut admis à l'éméritat.

## Publications
- Histoire des routes et des transports en Europe. Des chemins de Saint-Jacques à l'âge d'or des diligences, Strasbourg, PUS, 2003[3].
- Alsace enchantée, éd. Arthaud, 1996, 247 p.
- La Guerre de Trente ans, Puf, coll. « Que-sais-je ? », 6e éd. 1994.
- Les Guerres de religion 1559-1598, Puf , coll. « Que-sais-je ? », 1983,  (ISBN 9782130524960)
- L'intendance d'Alsace : de la Guerre de Trente ans à la mort de Louis XIV, 1634-1715 : du Saint Empire romain germanique au Royaume de France, Strasbourg, PUS, 1991
- L'Université de Strasbourg de la Révolution française à la guerre de 1870, Strasbourg, PUS, 1996  (ISBN 978-2868206572)
- avec Raymond Oberlé (éd.), Histoire de Mulhouse des origines à nos jours, Éditions des dernières nouvelles d’Alsace collection histoire des villes d’Alsace, 1977.
- avec Francis Rapp & Jean Rott (éd.), Strasbourg au cœur religieux du XVIe siècle. Hommage à Lucien Febvre, colloque international de Strasbourg, 25-29 mai 1975, Société savante d'Alsace et des régions de l'est, Strasbourg, Istra, 1977, 618 p.[4]
- L'équilibre européen de la fin du XVe à la fin du XVIIIe siècle, Presses universitaires de France, 1976,  244 p.
- Le duc Mazarin, gouverneur d'Alsace, 1661-1713 - lettres et documents inédits, Strasbourg-Paris, F.-X. Le Roux, Publications de l'Institut des hautes études alsaciennes, tome X, 1954, 205 p.

## Distinctions
De l'Académie française
- 1957 : prix Eugène Carrière pour L’Intendance d’Alsace sous Louis XIV[5]
- 1981 : prix Eugène Piccard pour Histoire générale de l’Europe (dirigée par et avec Roland Mousnier)
- 1983 : prix Eugène Piccard pour Histoire de Strasbourg des origines à nos jours